# 柷

柷

柷（國語ㄓㄨˋ，普通話 zhù）是中國漢代樂器。相傳是夏啟所做，迄今已有四千多年歷史，《詩經·周頌·有瞽》曰：「鞉磬祝圉」，「祝」即柷，故柷也稱「祝」。
柷的形狀像大斗，木製。演奏時，奏者持椎撞柷，以向其他樂器奏者示意樂章開始及提示該樂章的節拍。柷僅用於古代宮庭雅樂跟祭祀音樂的開始時演奏。與敔的作用相近，都是示意音樂的開始，停止，古書中也有提及《尚書·益稷》：「合止柷敔」。
關於柷的形制與演奏法，古書上有兩種說法：
1. 椎柷分離說：東漢鄭玄注《尚書》，提及「柷，狀如漆桶，而有椎，合樂之時投椎其中而撞之。」也就是說敲擊用的椎和柷分離。
2. 椎柷一體說：西晉郭璞注《爾雅》，則言「柷如漆桶，方二尺四寸，深一尺八寸，中有椎柄連底，挏之令左右擊。」唐朝杜佑《爾雅》亦提及「柷如漆桶，方二尺四寸，深一尺八寸，中有椎柄連底，旁開孔。內手於中擊之，以舉樂。」也就是說，椎直接連在柷內部，奏樂時將手伸入（很可能就是從「旁開孔」伸入），將椎左右搖晃擊打柷以發聲。

雖然兩種說法並存，但後事的柷形制多半依從鄭玄之說，而不完全只從內側擊打。北宋孟元老《東京夢華錄》就記載皇帝冬至郊壇祭天中，柷的使用方法：「樂作，先擊柷，以木為之，如方壺，畫山水之狀，每奏樂擊之，內外共九下。」此知宋代不完全只擊打內側。
至清朝，形制又有變化，據《欽定皇朝通典》記載：「柷，所以起樂；上闊下小，狀如方斗，三面正中各設圓鼓以受擊，一面開圓孔以出音。」從現存器物來看，是將單面鼓設置於三面內側，只有從內側擊打才能發揮功效；可以合理推斷清代擊柷，只擊打內側。祝中圓鼓此前未有文獻提及，而宋代既然擊打內外，應該也沒有，可能是清朝的創新。
另，李氏朝鮮正祖李祘下令編纂的《春官通考》中，所記載的柷形制則與較為接近郭僕、杜佑所說，為一木箱構造中放入「丄」形的敲打器「止」，使用時搖動止的上端，和習見的形制相比，最大差別在於有蓋板。今日國立古宮博物館所藏柷也是此形制。
今日中文圈所使用的柷，如祭孔典禮，一般形制上椎柷分離，使用上由內側擊打三下。有圓鼓有無、大小、位置以及圓孔大小位置等細節變化。如台南孔廟為無鼓柷，台北為有鼓柷。

## 參閱
- 葉振綱，《音樂小百科 ── 中國音樂與樂器》ISBN 957820809X
- 趙風，《中國樂器》ISBN 7800281183

## 延伸阅读
[在维基数据编辑]
 《欽定古今圖書集成·經濟彙編·樂律典·柷敔部》，出自陈梦雷《古今圖書集成》